# Дмитро Шишманов
Дмитро Іванович Шишманов (болг. Димитър Шишманов; 1 грудня (19 листопада) 1889, Софія — 1 лютого 1945, Софія) — болгарський політик та дипломат, літературознавець, белетрист, драматург. Міністр закордонних справ Болгарії в уряді Добрі Божилова (1943–1944).
Син Івана та Лідії Шишманових, онука Михайла Драгоманова, двоюрідний племінник Лесі Українки.

## Життєпис
Народився в родині Івана Шишманова та Лідії Драгоманової, дочки Михайла Драгоманова. 
1907 року закінчив гімназію, а 1913 року юридичний факультет Женевського університету. 
1918 року йому пропонували посаду посла Болгарії в Україні, але з особистих причин відмовився, послом став його батько Іван Шишманов (1918–1919). 
У 1919–1932 рр. — керівник Комісії у справах репарацій.
Упродовж 1932–1935 років працював у судовому відомстві Міністерства закордонних справ Болгарії. 
1935–1940 роки перебував послом Болгарії в Греції. 
У 1940–1943-х роках — головний секретар міністерства закордонних справ (прем'єр Б. Філов). 
З жовтня 1943 року до червня 1944 року — міністр закордонних справ Болгарії. 
Арештований після 9 вересня 1944 року, коли Болгарію окупувала Червона армія. Після арешту вивезений до Москви, разом з іншими посадовцями. Після кількох місяців допитів його повертають до Софії, де за вироком комуністичного Народного суду страчують. 
У ніч з 1 на 2 лютого 1945 року розстріляний, похований на Центральному софійському цвинтарі разом з іншими страченими 98 міністрами, царськими радниками та генералами. 
1996 року реабілітований.

## Творча спадщина
Починаючи з 1919 року писав літературні твори: повісті «Депутат Стоянов», «Хайлайф», романи «Бунтівник», «Дивні люди», п'єса «Кошмар», а також оповідання, більшість з яких не були опубліковані.
Автор статей з української літератури, його заходами виходив у Софії журнал «Українсько-болгарський огляд» (з 1919) і, де друкувалися його переклади болгарською мовою творів М. Коцюбинського, О. Олеся, І. Франка. Д. Шишманов переклав болгарською мовою «Українську літературу» С. Єфремова (1919), до якої написав передмову; автор статті «Михайло Грушевський» в «Українсько-болгарських вістях» (1935). Зберігав частину епістолярної спадщини М. Драгоманова. 
1992 року видавництво «Петекс» видало повість «Хайлайф».